# Kees Smout
Cornelis Aloysius (Kees) Smout (Bergen op Zoom, 30 april 1876 - Breda, 24 augustus 1961) was een Nederlands beeldhouwer.

## Leven en werk
Smout studeerde aan de Rijksnormaalschool (1895-1899), onder leiding van Willem Molkenboer en Jan Derk Huibers, en vervolgens aan de Rijksacademie in Amsterdam als leerling van onder anderen Bart van Hove en Ferdinand Leenhoff. Hij behaalde de MO-akte boetseren bij Ludwig Jünger. In 1901 won Smout de tweede prijs bij de Prix de Rome in de categorie beeldhouwkunst, drie jaar later kreeg hij de eerste prijs. Hij werd daardoor in staat gesteld een studiereis naar Frankrijk en Italië te maken. Terug in Nederland maakte hij onder meer bouwbeeldhouwwerk en christelijk-religieuze beelden. In 1930 won hij een gouden medaille op de Arti-tentoonstelling.
Smout gaf les in tekenen (1901-1904) en decoratieschilderen (1909-1914) aan de Teekenschool voor Kunstambachten in Amsterdam, boetseerlessen aan de Burgeravondschool in Utrecht (1904-1905) en les in boetseren van de menselijke figuur aan de Koninklijke Academie van Beeldende Kunsten (1914-1917) in Den Haag. Tot zijn leerlingen behoorden Piet Spijker, Jan Kriege en A.Th. Boon.
Hij was lid van Arti et Amicitiae en de Kunstenaarsvereniging Sint Lucas.

## Werken (selectie)
- 1912-1913 terracotta beeldhouwwerk voor interieur en voor Amsterdamse effectenbeurs
- 1912-1924 timpaan in bouwkeramiek voor de Amsterdamse effectenbeurs
- 1914 Grafmonument van Piet van Nek op begraafplaats De Nieuwe Ooster in Amsterdam. Beschermd als rijksmonument.[4]
- 1914-1916 bouwbeeldhouwwerk Peek & Cloppenburg, Amsterdam
- 1926 Heilig Hartbeeld in Etten. Beschermd als rijksmonument.[5]
- 1927 Heilig Hartbeeld in Oud Gastel
- 1929-1930 gedenksteen J.J. Schofaerts, voorzitter ACOB, Kamperfoelieweg 15-17, Amsterdam
- 1930-1931 bouwbeeldhouwwerk voor schoolgebouw, Cornelis Dirkszstraat_6-8, Amsterdam
- 1932 Sint Jozef voor de O.L. Vrouwe van Altijddurende Bijstandkerk in Santpoort-Noord
- 1933 Reliëf marathonlopers aan de Marathonweg in Amsterdam
- 1933 bouwsculptuur, altaar en communiebanken voor de Sint-Jozefkerk (Zwaagdijk-Oost)
- 1935 gevelbeeld van Augustinus aan Augustinuskerk, Amstelveenseweg/Kalfjeslaan, Amsterdam
- 1946 Monument voor Antonius Mathijsen in Budel

## Foto's

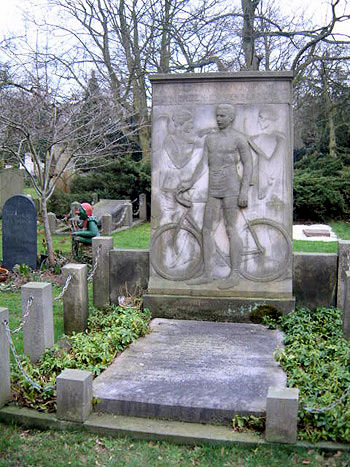
Grafmonument Piet van Nek
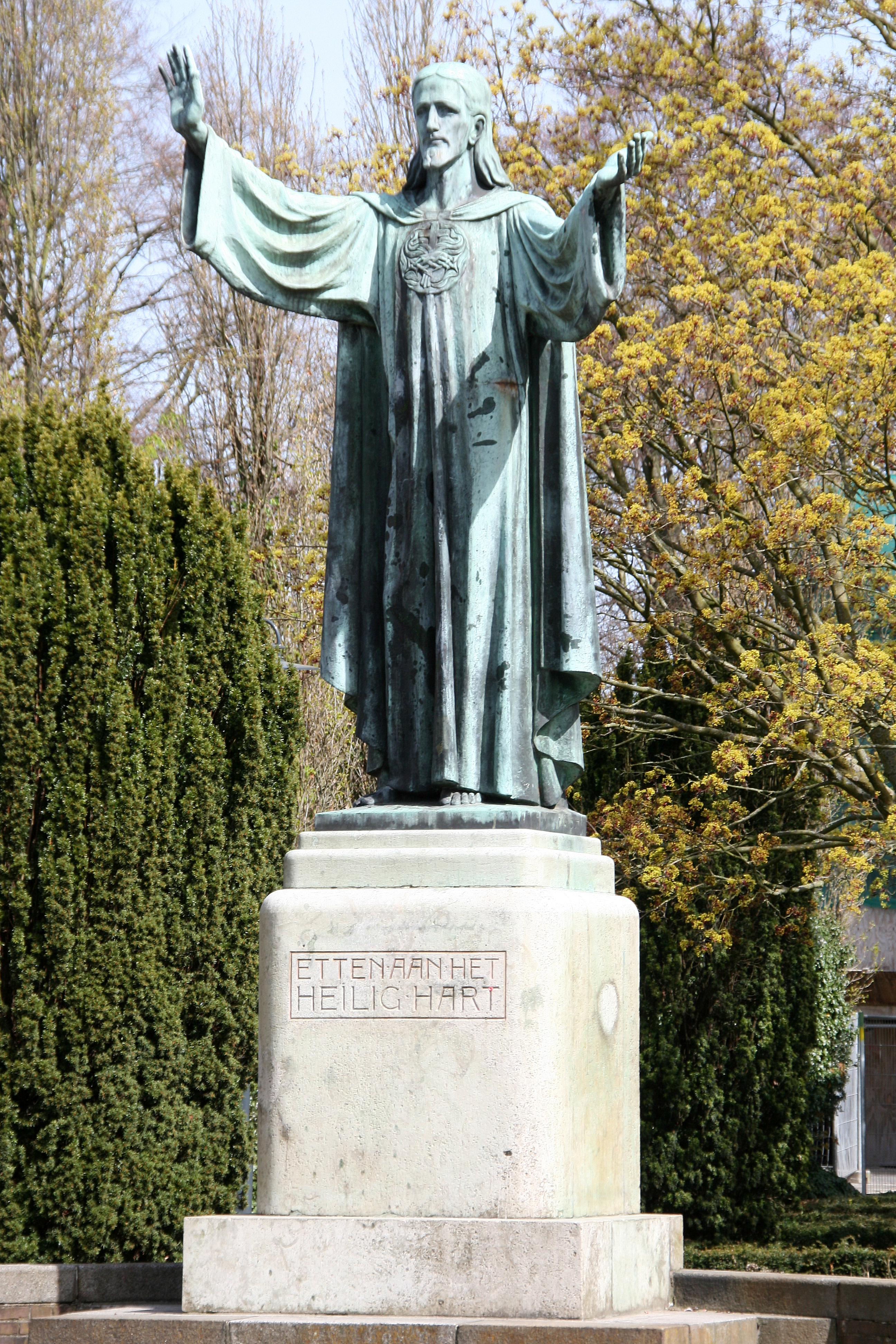
Heilig Hartbeeld in Etten
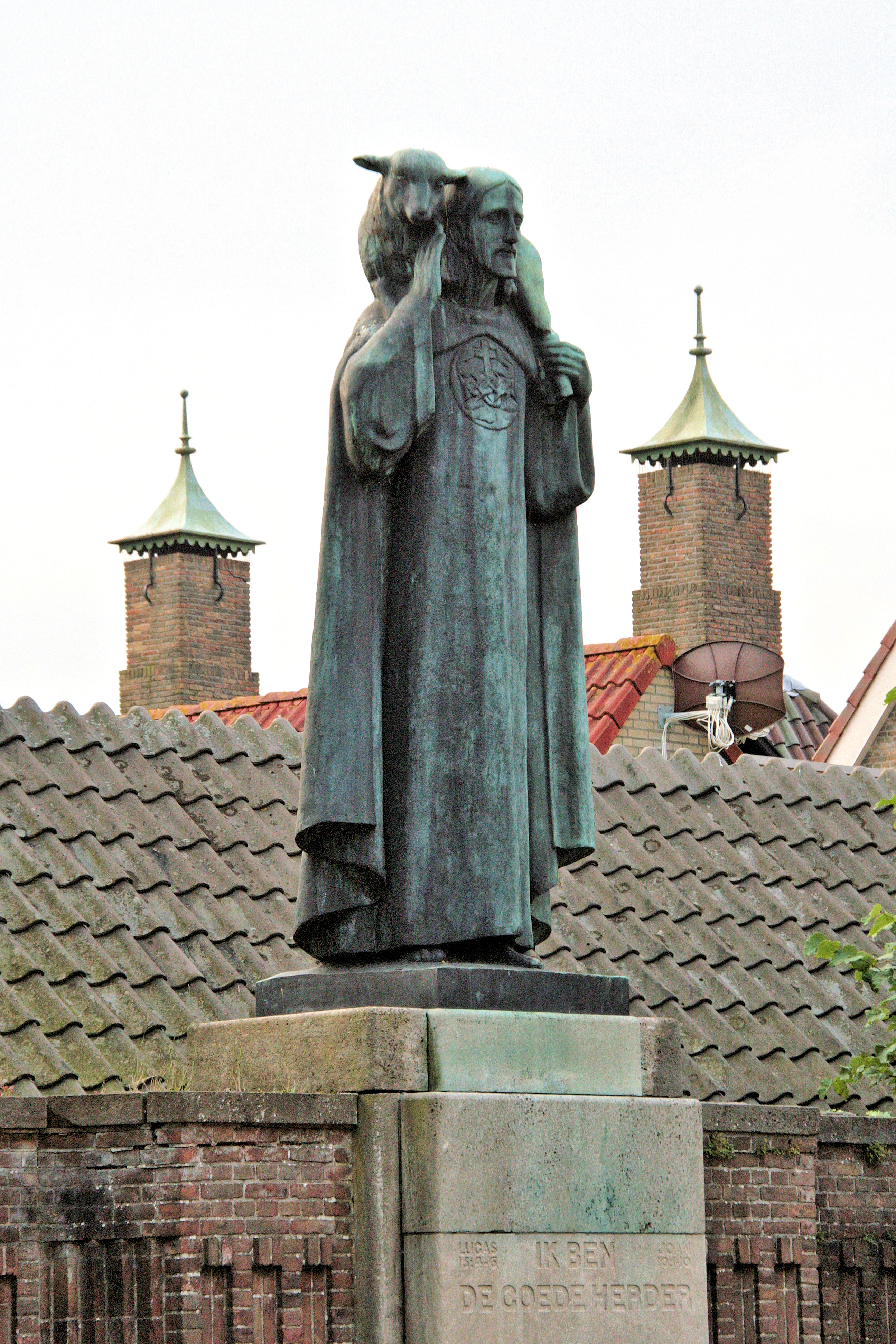
Heilig Hartbeeld in Oud-Gastel
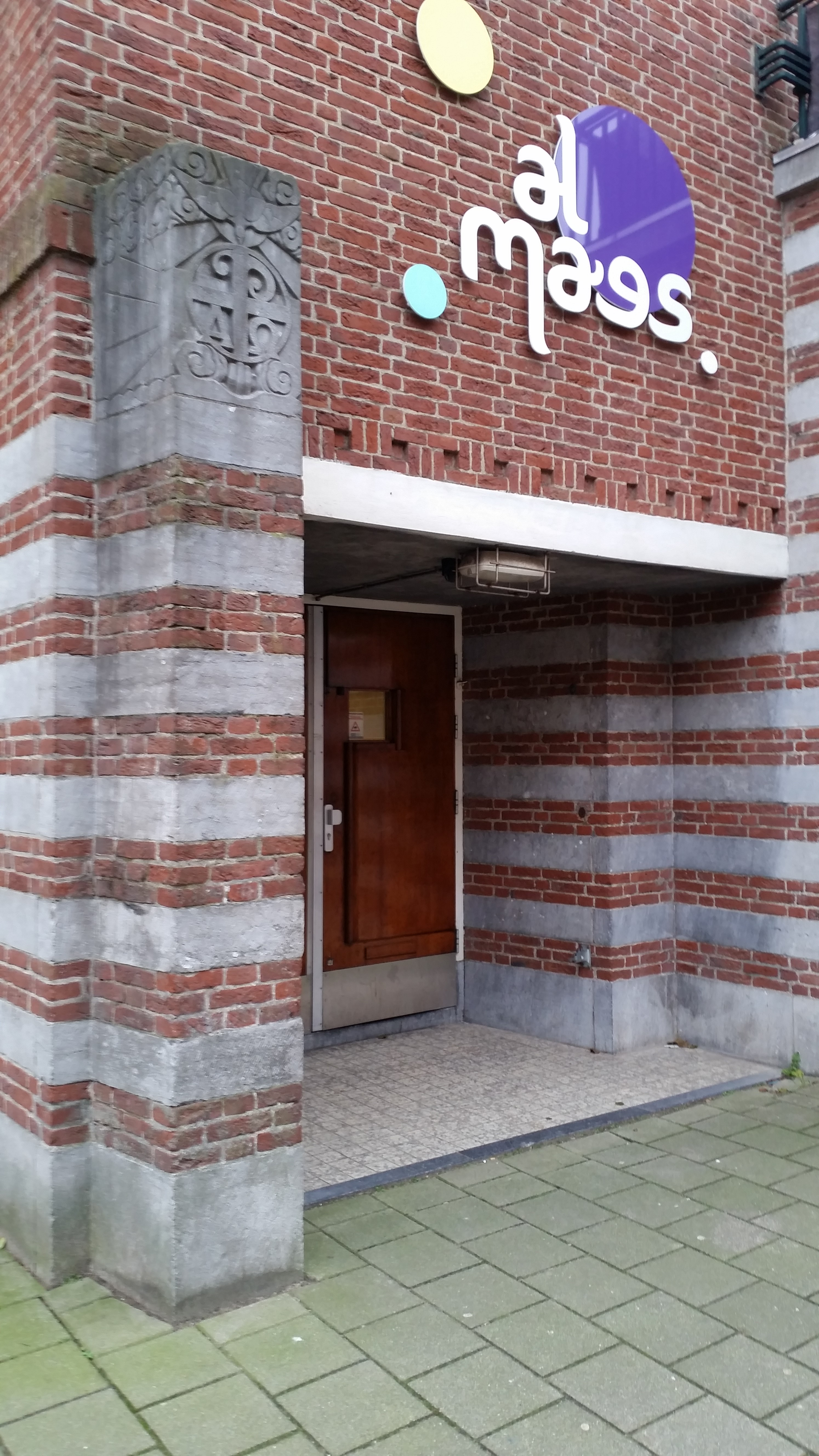
Cornelis Dirkszstraat
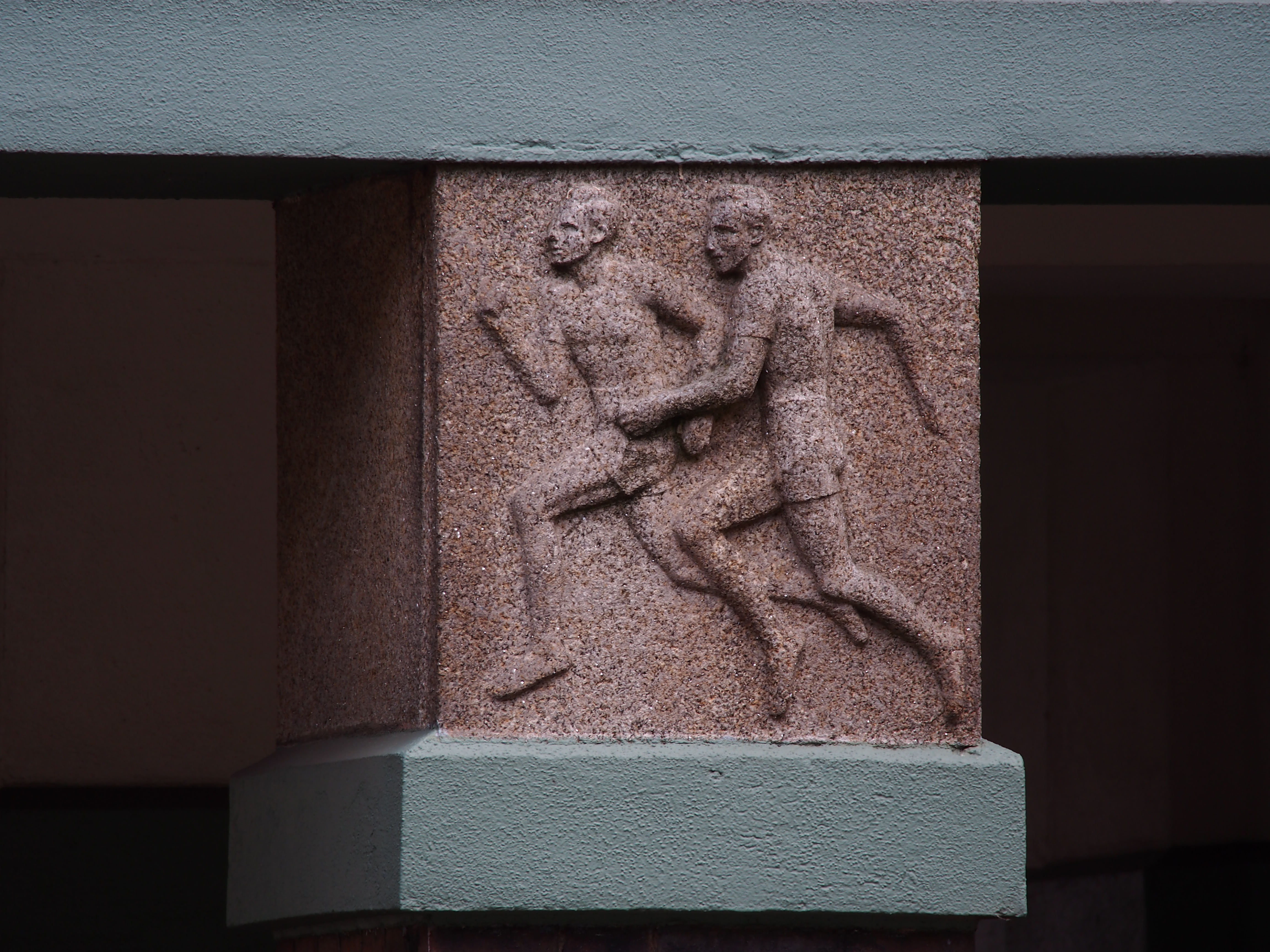
reliëf marathonlopers